# Volleybalvereniging Utrecht 2021-2022
Questa voce raccoglie le informazioni riguardanti il Volleybalvereniging Utrecht nelle competizioni ufficiali della stagione 2021-2022.

## Organigramma societario
Area direttiva
- Presidente: Sam van Ling

Area tecnica
- Primo allenatore: Ali Moghadassian

## Rosa
| N° | Nome                 | Ruolo | Data di nascita  | Nazionalità sportiva |
| -- | -------------------- | ----- | ---------------- | -------------------- |
| 1  | Susanne Kos          | L     | 5 gennaio 2000   | Paesi Bassi          |
| 2  | Lynn Zweekhorst      | O     | 18 aprile 2000   | Paesi Bassi          |
| 3  | Carla Mulli          | S     | 13 agosto 2000   | Lussemburgo          |
| 4  | Ilse Janssen         | S     | 31 dicembre 1997 | Paesi Bassi          |
| 5  | Jolien Sinnema       | S     | 12 marzo 1992    | Paesi Bassi          |
| 6  | Nienke Oostenbrink   | C     | 19 aprile 1994   | Paesi Bassi          |
| 7  | Mira Innemee         | S     | 25 maggio 1998   | Paesi Bassi          |
| 8  | Laure Snijders       | C     | 26 marzo 1995    | Paesi Bassi          |
| 9  | Lisa Kersten         | C     | 31 gennaio 1995  | Paesi Bassi          |
| 10 | Robin van de Velde   | P     | 18 novembre 1992 | Paesi Bassi          |
| 11 | Ana Rekar            | P     | 19 gennaio 1995  | Paesi Bassi          |
| 12 | Lisa Harmsen         | O     | 1992             | Paesi Bassi          |
| 13 | Mirte van der Sluijs | S     | 2 maggio 2003    | Paesi Bassi          |
| 14 | Marit Pasterkamp     | C     | 29 gennaio 2002  | Paesi Bassi          |

## Statistiche

### Statistiche di squadra
| Competizione          | Punti | In casa | In casa | In casa | In trasferta | In trasferta | In trasferta | Totale | Totale | Totale |
| Competizione          | Punti | G       | V       | P       | G            | V            | P            | G      | V      | P      |
| --------------------- | ----- | ------- | ------- | ------- | ------------ | ------------ | ------------ | ------ | ------ | ------ |
| Eredivisie            | 35    | 13      | 7       | 6       | 13           | 5            | 8            | 26     | 12     | 14     |
| Coppa dei Paesi Bassi | -     | 2       | 2       | 0       | 1            | 1            | 0            | 4      | 3      | 1      |
| Totale                | -     | 15      | 9       | 6       | 14           | 6            | 8            | 30     | 15     | 15     |

### Statistiche delle giocatrici
Dati non disponibili.